# سیارک ۴۶۳۹۲
سیارک ۴۶۳۹۲ (به انگلیسی: 46392 Bertola، نامگذاری:2002AO6) چهل و شش هزار و سیصد و نود و دومین سیارک کشف شده‌است که در ۵ ژانویه ۲۰۰۲ کشف شد.